# Dětská práce v Rakousku-Uhersku za první světové války

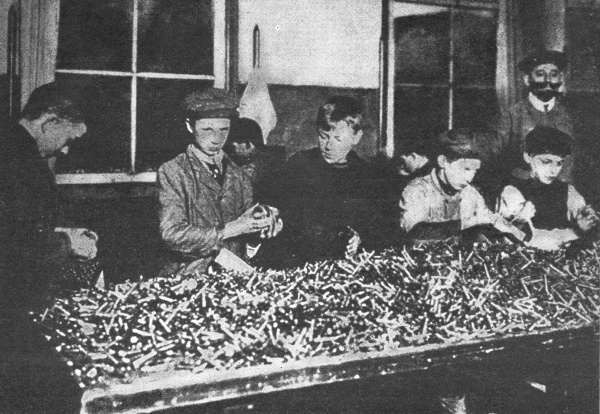
Mladiství v továrně na střelivo

Dětská práce v Rakousko-Uhersku za první světové války byla vzhledem k nedostatku pracovní síly a válečným obtížím široce rozšířená. 

## Zákaz dětské práce
Již v 19. století byla v Rakousko-Uhersku dětská práce zákonem zakázána (novelou Živnostenského řádu z roku 1885). Sám císař František Josef I. na počátku války vyhlásil slogan Vše pro dítě, který měl odkazovat na potřebu zajištění rodin i během obtížných válečných časů.

## Realita
Vzhledem k tomu, že značná část obyvatelstva tehdejší monarchie nicméně žila na venkově, kde se děti zcela přirozeně podílely na chodu hospodářství, bylo ustanovení zákona zakazující dětskou práci do jisté míry teoretické, resp. mělo děti chránit spíše před těžkou prací v extrémních podmínkách nápř. těžby nebo průmyslu.[zdroj?] Opatření mělo učinit přítrž praxi z poloviny 19. století. Přesto ještě v roce 1908 bylo zjištěno, že cca 18 % dětí, které chodily do školy, bylo výdělečně činných, po 13. roku života to byla zhruba třetina dětí. Děti pracovaly zhruba čtyři hodiny, některé i hodin šest za den. 
Význam dětí v této činnosti výrazně narostl hned v létě 1914, po vyhlášení všeobecné mobilizace. Pokud děti chodily do školy, musely se podílet např. na sběru nejrůznějších surovin (např. ostružinových listů, žaludů, peněz pro válečné půjčky apod.). Tehdejší propaganda se snažila dětí využít k tomu, aby získávaly všechno možné od svých rodičů pro podporu státu nebo armády.
Děti, které nechodily do školy, vypomáhaly mnohdy v továrnách a dalších provozech, kterým se nedostávalo pracovní síly. Přenášely jednotlivé výrobky, někdy i ve zbrojních továrnách třídily náboje.
Školství, které bylo během války těžce postižené válečnými událostmi (řada škol byla zabrána např. pro potřeby rakousko-uherského vojska, učitelé museli odejít do armády apod.), dětskou práci tolerovalo. V některých školách, ve kterých se nevyučovalo, byla dětská práce prováděna. Děti například vyráběli improvizované textilie z kopřiv, pletly ponožky apod. Jen ve školním roce 1916/1917 bylo zameškáno až 25 % všech školních hodin.
Děti rovněž vykonávaly i některé drobné práce, např. nosily zavazadla na nádražích, v některých případech i žebraly.